# Enrique Molina (Leichtathlet)
Enrique Molina (Enrique Molina Vargas; * 25. Februar 1968 in La Zubia) ist ein ehemaliger spanischer Langstreckenläufer.

## Leben
1993 gewann er bei den Leichtathletik-Hallenweltmeisterschaften in Toronto Bronze über 3000 m. Zwei Jahre später schied er bei den Leichtathletik-Weltmeisterschaften 1995 in Göteborg über 5000 m im Vorlauf aus. Zum Saisonabschluss siegte er bei der San Silvestre Vallecana.
Ebenfalls über 5000 m wurde er bei den Olympischen Spielen 1996 in Atlanta Siebter und bei den Weltmeisterschaften 1997 in Athen Achter. 
Über 10.000 m wurde er bei den Leichtathletik-Europameisterschaften 1998 in Budapest Sechster, schied aber bei den Olympischen Spielen 2000 in Sydney ebenso im Vorlauf aus wie bei den Weltmeisterschaften 2001 über 5000 m.
Molina wurde 1995 Spanischer Meister über 5000 m, 2000 im Crosslauf und 1993 über 1500 m in der Halle.

## Persönliche Bestzeiten
- 1500 m: 3:38,43 min, 4. August 1991, Barcelona
- 3000 m: 7:32,32 min, 4. Juli 1997, Oslo
  - Halle: 7:39,19 min, 4. Februar 1996, Stuttgart
- 5000 m: 13:07,34 min, 7. Juli 1997, Stockholm
- 10.000 m: 27:49,71 min, 4. April 1998, Lissabon